# Jirón Camaná
El jirón Camaná es una importante vía del Damero de Pizarro, ubicado en el centro histórico de Lima, Perú. La vía inicia en la Alameda Chabuca Granda y continúa hacia el suroeste hasta llegar al Jirón Jacinto López, junto a la Plaza Francia, continuando directamente hacia el sur hasta llegar a la avenida Bolivia, junto al Centro Cívico de Lima.
La calle fue un lugar importante para el movimiento bohemio en Lima, siendo sus primeras cinco cuadras conocidas por sus bibliotecas, y sus cuadras posteriores por lugares como restaurantes y establecimientos de arte.

## Historia
El camino que hoy constituye la calle fue trazado por Francisco Pizarro cuando fundó la ciudad de Lima el 18 de enero de 1535.
En 1862, cuando se adoptó una nueva nomenclatura urbana, la vía recibió el nombre de jirón Camaná, en honor a la provincia del mismo nombre en Arequipa. Antes de este cambio de denominación, cada cuadra tenía un nombre único:
- Cuadra 1: Pileta de Santo Domingo, tras la fuente perteneciente al convento del mismo nombre. En su esquina se encontraba la Casa Honda, donde se ubicaba el segundo corral de comedias de la ciudad.[2]
- Cuadra 2: Pozuelo de Santo Domingo, a continuación del pozuelo también perteneciente al convento.[3]
- Cuadra 3: Plumereros , por los negocios de venta de plumas que allí se ubicaban. Según Luis A. Eguiguren, estas plumas serían utilizadas en sombreros, para limpiar el polvo, etc.[4]
- Cuadra 4: Lártiga, en honor al coronel del Ejército español José de Lártiga y Torres, que allí vivió.[5] En esta calle se encuentra la Casa Riva-Agüero.
- Cuadra 5: Ayacucho, luego de la batalla del mismo nombre. Este nombre recién llegó en 1825; antes de eso era conocido como Ánimas de San Agustín, entre otros nombres.[6] Fue en esta calle donde fue asesinado a puñaladas en 1866 Bartolomé Manrique, fundador del hospicio del mismo nombre en la Plaza Francia.[7]
- Cuadra 6: Pelota, en honor a un establecimiento de pelota vasca que era muy popular entre los lugareños.[8]
- Cuadra 7: Urrutia, en honor a un vecino del mismo nombre.[9]
- Cuadra 8: Serrano, en honor a Juan Serrano, quien vivió allí y es mencionado en el nombre más antiguo de la calle.[10]
- Cuadra 9: Amargura, designado por primera vez como tal en 1629 y luego en 1637, el primero inicialmente aplicando a la calle de nueve cuadras.[11]

En la calle se encuentra la Casa Malherbe, un edificio de dos plantas de 667,94 m2 con balcón serliano, vendido originalmente por Francisca Cabrera y Gallegos a Rafael Gordillo y Salazar en 1746, un mes después del terremoto del mismo año. Finalmente fue adquirido en 1866 por el comerciante y carpintero francés Juan Bautista Malherbe, en cuyo honor la casa pasó a llamarse Malherbe y Cía , incluso después de su muerte en 1916.
También se encuentra en la calle el Edificio Orezzoli, un edificio ecléctico de tres pisos de 1433,08 m2 que data de la década de 1920 o 1930, originalmente propiedad del conquistador Sebastián de Torres y Muriel; y la Casa Nadal, un edificio de dos pisos de 288 m2 que lleva el nombre del español Ricardo Nadal y Solá, quien lo compró en 1913. Nadal era conocido por su farmacia, la Botica del Correo, ubicada a casi una cuadra de su casa, que continúa funcionando hasta la fecha.
Durante principios del siglo XX, la calle fue uno de los lugares frecuentados por los adeptos de la bohemia, quienes visitaban lugares como el Queirolo, un bar establecido en 1920 en la esquina con jirón Quilca, y dejaron su huella en la calle, siendo considerada ya una zona cultural.
El 30 de septiembre de 1929 fue inaugurado por el entonces presidente Augusto B. Leguía el primer semáforo automático de la ciudad, ubicado en la intersección de la calle con la avenida Nicolás de Piérola.
En 1942, la Sociedad Yugoslava, que representaba a la minoría croata (y yugoslava) en el Perú de la época, se trasladó a la calle, ubicándose en su esquina con jirón Ica.
La calle ha sido escenario de numerosas visitas oficiales de la familia real británica. En 1959, la duquesa de Kent y su hija Alexandra visitaron el edificio arrendado por la Asociación Cultural Peruano-Británica donde funcionaban las oficinas centrales, la cinemateca y la biblioteca central de la asociación. En 1962, el duque de Edimburgo visitó el mismo edificio. La casa fue finalmente comprada a sus propietarios originales, la familia Checa Solari, en 1980,  y renovada en 2018. Otras personalidades británicas que visitaron el edificio incluyen a Aldous Huxley, Arnold J. Toynbee y J. B. Priestley.
Además de las visitas antes mencionadas, la entonces Princesa Margarita del Reino de Dinamarca compró una vez dos toritos de Pucará, un poncho cusqueño y una alfombra, todo en la calle, durante su visita de Estado en 1966.
Durante la crisis económica de los años 1980, tanto la calle Quilca como la calle Camaná se hicieron conocidas por sus librerías, que vendían libros usados y casetes de música a un precio asequible. El contrato de arrendamiento entre estas tiendas y la Arquidiócesis de Lima, vigente desde 1997, expiró en 2016.